# 1600
Реформація •  Епоха великих географічних відкриттів •  Ганза •  Нідерландська революція •  Річ Посполита •  Запорозька Січ

## Геополітична ситуація
Османську імперію очолює Мехмед III (до 1603). Під владою османського султана перебувають Близький Схід та Єгипет, Середземноморське узбережжя Північної Африки, частина Закавказзя, значні території в Європі: Греція, Болгарія та Сербія. Васалами османів є Волощина, Молдова й Трансильванія.
Священна Римська імперія — наймогутніша держава Європи. Її територія охоплює, крім німецьких земель, Угорщину з Хорватією, Богемію, Північну Італію. Її імператором є Рудольф II з родини Габсбургів (до 1612).
Габсбург Філіп III Благочестивий є королем Іспанії (до 1621) та Португалії. Йому належать Іспанські Нідерланди, південь Італії, Нова Іспанія та Нова Кастилія в Америці, Філіппіни. Португалія, попри правління іспанського короля, залишається незалежною. Вона має володіння в Бразилії, в Африці, в Індії, на Цейлоні, в Індійському океані й Індонезії.
Північ Нідерландів займає Республіка Об'єднаних провінцій. Формальний король Франції — Генріх Наваррський. Королевою Англії є Єлизавета I (до 1603). Король Данії та Норвегії — Кристіан IV Данський (до 1648). Регент Швеції — Карл IX Ваза (до 1604). На Апеннінському півострові незалежні Венеційська республіка та Папська область.
Королем Речі Посполитої, якій належать українські землі, є Сигізмунд III Ваза (до 1632). На півдні України існує Запорозька Січ.
У Московії править Борис Годунов (до 1605). Існують Кримське ханство, Ногайська орда.
Шахом Ірану є сефевід Аббас I Великий (до 1629). Значними державами Індостану є Імперія Великих Моголів, Біджапурський султанат, Голкондський султанат, Віджаянагара. У Китаї править династія Мін. У Японії триває період Адзуті-Момояма.

## Події

### В Україні
- Запорожці під проводом Самійла Кішки здійснили морський похід, штурмом здобули Сіноп і Трабзон. Восени вони під його рукою здійснюють вдалі походи в Молдову.
- Горохів здобув магдебурзьке право.

### У світі

Битва при Секіґахарі.

- Почалася польсько-шведська війна в Ліфляндії.
- Михайло Хоробрий змістив господаря Молдови Єремію Могилу, однак незабаром польські війська повернули Молдову Яремі.
  - Господарем Волощини став Симеон Могила.
- 31 грудня англійська королева Єлизавета I надала монопольну привілею на право торгівлі зі Східною Індією створеній у 1599 році лондонськими купцями Ост-Індській компанії.
- 17 лютого спалено на вогнищі за єресь Джордано Бруно.
- 19 лютого відбулося виверження вулкана Вайнапутіна, найбільше в історії Південної Америки.
- 20 березня відбулася Лінчепінзька кривава баня — публічна страта прихильників поверженого короля Сигизмунда III Вази.
- 2 липня нідерландці на чолі з Моріцом Оранським здобули перемогу над іспанцями при Ньюпорті.
- Герцог Фердинанд Габсбург прогнав із Штирії та Каринтії протестантів.
- Почалася війна між Францією та Савойєю.
- 21 жовтня у битві при Секіґахарі Токуґава Ієясу переміг коаліцію даймьо, яку очолював Ісіда Міцунарі. Ця перемога відкрила йому шлях до встановлення контролю над усією Японією.

## Наука
- Вільям Гілберт опублікував De Magnete, Magneticisque Corporibus, et de Magno Magnete Tellure, книгу, в якій зробив висновок про те, що Земля магніт, а також почав використовувати слово electricus (бурштиноподібний) для опису явищ, які ми називаємо електричними і донині.

## Народились
- Ян Бялобоцький — польський поет, історик.

## Померли
- 17 лютого — за звинуваченням у єресі в Римі за рішення суду інквізиції спалено 52-річного монаха-домініканця Джордано Бруно, італійського філософа і поета.
- 6 листопада
  - Ісіда Міцунарі, самурайський полководець середньовічної Японії.
  - Конісі Юкінаґа, самурайський полководець-християнин середньовічної Японії.